# Вьюновщина
Вьюновщина (укр. В'юнівщина) — село в Здолбицкой сельской общине Ровненского района Ровненской области Украины.
До 2020 года входило в Здолбуновский район.
Население по переписи 2001 года составляло 64 человека. Почтовый индекс — 35721. Телефонный код — 3652. Код КОАТУУ — 5622683802.